# Peter Richter (Radsportler)
Peter Richter (* 28. April 1955 in Eisleben) ist ein ehemaliger deutscher Radrennfahrer.

## Sportliche Laufbahn
Richter war im Straßenradsport in  der DDR aktiv. 1969 gewann er seinen ersten Titel, als er mit Hans-Joachim Hartnick, Dittrich und Bienik in der DDR-Meisterschaft im Mannschaftszeitfahren der Jugend erfolgreich war. 1973 wurde er Zweiter der Straßenmeisterschaft der Junioren hinter Bernd Drogan, ebenso im Mannschaftszeitfahren mit dem SC Cottbus. Später startete er für den ASK Vorwärts Frankfurt. Sein bedeutendster Erfolg war der zweite Platz in der DDR-Rundfahrt 1978 hinter Bernd Drogan. 1978 wurde er auch Dritter der nationalen Straßenmeisterschaft sowie der Meisterschaft im Mannschaftszeitfahren. 1975 gewann er das Saisoneröffnungsrennen Rund um Kahren. Die DDR-Rundfahrt bestritt er viermal. 1974 wurde er 55., 1977 20., 1978 2., 1979 48., 1976 hatte er die Rundfahrt nicht beendet.